# Ister Chaos
L'Ister Chaos è una struttura geologica della superficie di Marte.